# Giuseppe Gazzaniga
Giuseppe Gazzaniga (Verona, 5 d'octubre de 1743 - Crema, 1 de febrer de 1818) fou un membre de l'escola napolitana de compositors d'òpera.
De jove, son pare el destinava a la carrera eclesiàstica, i havia de practicar la seva passió musical de manera clandestina. Només a la mort del pare, el 1760, va poder començar estudiar de debò. Entre 1761 i 1770, va ser alumne de Nicola Porpora a Venècia i més tard a Nàpols, on també va ser deixeble del celebrat compositor Niccolò Piccinni.
El 1768, va escriure la primera de les seves 18 òperes per a Venècia, on hi viuria fins al 1791, any en què fou nomenat mestre de capella de la catedral de Crema. Va compondre música religiosa i 51 òperes; hom el considera un dels últims compositors d'opera buffa italiana. La seva òpera més reconeguda és Don Giovanni, versió que vuit mesos més tard Da Ponte va afusellar i ampliar per a Mozart. La versió de Gazzaniga insisteix molt més en els aspectes més còmics.